# 기 (강성)
기(紀, ? ~ 기원전 690년)는 중국 상나라, 서주, 춘추시대 때 존속했던 작은 제후국이다. 제 애공(齊 哀公)을 참소해 팽살(烹殺)되게 해 제나라와 원수 관계가 되었고, 기원전 690년에 제 양공의 공격을 받고 멸망하였다.아직 팽살된 이유는 밝혀지지 않았다.

## 역대 군주
| 대수 | 시호       | 휘         | 재위 기간        |
| ---- | ---------- | ---------- | ---------------- |
| 1    | 기백(紀伯) | 부정(父丁) | ? ~ ?            |
| 2    | 기후(紀候) | 호(虎)     | ? ~ ?            |
| 3    | 기후(紀侯) | 맥자(貉子) | ? ~ 기원전 690년 |

## 같이 보기
- 춘추 시대